# Tổng tuyển cử Nhật Bản 2012
Tổng tuyển cử Chúng Nghị viện lần thứ 46 (第46回衆議院議員総選挙 (Đệ 46 hồi Chúng Nghị viện Nghị viên Tổng tuyển cử) dai-yonrokukyūkai Shūgiin giin sōsenkyo) hoặc Tổng tuyển cử Nhật Bản 2012 là một cuộc tổng tuyển cử đã được tổ chức tại Nhật Bản vào ngày 16 tháng 12 năm 2012. Các kết quả công bố cho thấy Đảng Dân chủ Tự do đã giành được 294 ghế trong só 480 ghế trong Chúng Nghị viện và đồng minh của họ, Đảng Công minh đã giành được 31 ghế. Kết quả này giúp liên minh cầm quyền sẽ có đa số hai phần ba cần thiết để thông qua gần như mọi quyết định quan trọng. Đảng Dân chủ của Thủ tướng đương nhiệm Noda Yoshihiko chỉ giành được 57 ghế, mất đến 173 đã giành được hồi Tổng tuyển cử năm 2009. Kết quả bầu cử đã khiến Đảng Dân chủ phải từ bỏ quyền lực chỉ sau ba năm cầm quyền. Đó là thất bại chính trị tồi tệ nhất trong lịch sử Nhật Bản.
Theo các chuyên gia, nguyên nhân đảng cầm quyền thất bại là do cử tri Nhật Bản thất vọng vì Đảng Dân chủ đã không thực hiện được các lời hứa của họ khi còn tranh cử, cũng như không còn tin tưởng ông Noda vì kế hoạch tăng thuế. Ngoài ra còn do cách xử lý của đảng Dân chủ cầm quyền trong trận động đất và sóng thần Tōhoku hồi năm 2011.
Các đảng mới, bao gồm Đảng Duy tân Nhật Bản của Thị trưởng thành phố Osaka Hashimoto Tōru giành được 54 ghế. Tỉ lệ cử tri đi bỏ phiếu chỉ khoảng 59%.
Phát biểu trong buổi họp báo được truyền hình trực tiếp trên toàn quốc, Thủ tướng Noda Yoshihiko đã tuyên bố từ chức chủ tịch Đảng Dân chủ để nhận hoàn toàn trách nhiệm về thất bại nặng nề này của đảng này.

## Bối cảnh
Sau cuộc tổng tuyển cử năm 2009, Đảng Dân chủ lãnh đạo bởi Hatoyama Yukio, đã nắm quyền lần đầu tiên kể từ thế chiến II. Do tính chất của chế độ bầu cử Nhật Bản, các ứng cử viên đảng Dân chủ đã giành được 308 ghế trong Hạ viện (64,2% số ghế), khiến Hatoyama đủ điều kiện trở thành Thủ tướng. Kể từ đó, Nhật Bản đã có hai Thủ tướng khác, Kan Naoto và Noda Yoshihiko. Ngày 16 tháng 11, Noda cho giải tán Quốc hội, do đó cho phép một cuộc bầu cử mới trong thời gian một tháng. Ông viện cớ thiếu ngân quỹ để chính phủ hoạt động và sự cần thiết phải có một ngân sách khẩn cấp.
Sau sự bất mãn đối với chính phủ do đảng Dân chủ lãnh đạo và chính phủ cũ do Đảng Dân chủ Tự do lãnh đạo, nhiều phong trào ở cơ sở đã cố gắng để giành được ảnh hưởng chính trị, các phong trào này được gọi là "cực thứ ba" để tranh giành ảnh hưởng với hai đảng chính. Ngày 14 tháng 11 năm 2012, cựu Thống đốc Tōkyō Ishihara Shintarō đã thông bảo đảng Thái dương đã được đổi tên và đã cải tổ, đảng này do Ishihara và Hiranuma Takeo đồng lãnh đạo. Ngày 17 tháng 11 năm 2012, thị trưởng Ōsaka Hashimoto Tōru và cựu thống đốc Tōkyō Ishihara đã thông báo hợp nhất đảng Duy tân Nhật Bản và đảng Thái dương thành lực lượng thứ ba tranh cử trong cuộc tổng tuyển cử ngày 16 tháng 12 năm 2012. Đây là chính đảng quốc gia đầu tiên của Nhật Bản đóng trụ sở bên ngoài thủ đô Tōkyō.
Ngày 23 tháng 11 năm 2012, thị trưởng Nagoya Kawamura Takashi, cựu quốc vụ khanh Kamei Shizuka và cựu Bộ trưởng Nông nghiệp, Lâm nghiệp và Thủy sản Yamada Masahiko đã hợp lực với nhau để tung ra chiến dịch cắt giảm thuế đảng Giảm thuế Nhật Bản - chống TPP – Không hạt nhân thành một đảng chính trị quốc gia "trụ cột thứ ba" nữa. Ngày 28 tháng 11 năm 2012, thống đốc Shiga Kada Yukiko ở Ōtsu đã thông báo sự thành lập một chính đảng theo chủ trương bình đẳng giới và chống hạt nhân với tên gọi đảng Nhật Bản Tương lai trở thành đảng quốc gia thứ nhì đóng trụ sở bên ngoài Tōkyō. Đồng thời với nhóm chia rẽ đảng Dân chủ, chủ tịch Đời sống Nhân dân Trên hết Ozawa Ichirō đã giải thể đảng và nhập vào đảng Nhật Bản Tương lai. Đảng Giảm thuế Nhật Bản - chống TPP – Không hạt nhân và đảng Tương lai đang đàm phán để sáp nhập các đảng để tranh giành với các đảng chính và các đảng ủng hộ hạt nhân. Ngày 27 tháng 11, đảng Giảm thuế Nhật Bản - chống TPP – Không hạt nhân đã chính thức thông báo họ sẽ sáp nhập với đảng Tương lai, đồng lãnh đạo đảng Yamada Mashahiko phát biểu "Chúng tôi muốn bắt tay với nhau bởi vì đường lối của chúng tôi tương đồng." 

## Phân tích kết quả bầu cử và Phản ứng

### Tại Nhật Bản
Đảng Dân chủ Tự do trước đó đã có chiến dịch về lập trường cứng rắn của Nhật Bản đối với tranh chấp quần đảo Senkaku..  Abe cho rằng "Trung Quốc đang thách thức một thực tế rằng quần đảo là lãnh thổ vốn có của Nhật Bản. Mục tiêu của chúng ta là phải ngăn chặn ngay những thách thức ấy",.  Việc bầu đảng Dân chủ Tự do cánh hữu và dân tộc chủ nghĩa đã làm dấy lên lo ngại quan hệ Nhật Bản với các quốc gia láng giềng - Trung Quốc và Hàn Quốc - sẽ trở nên căng thẳng, với việc trước đây ông Abe đã viếng thăm đền Yasukuni và phủ nhận tội ác chiến tranh của Nhật Bản trong thế chiến 2 và việc tu chính Hiến pháp Nhật Bản để tăng quyền lực cho Lực lượng Phòng vệ Nhật Bản.  Về chính sách đối với kinh tế Nhật Bản, đảng Dân chủ Tự do sẽ cố gắng kết thúc sự giảm phát, nâng cao giá trị đồng yên và thúc đẩy kinh tế phát triển. Ngược với chủ trương của Noda Yoshihiko chủ trương tăng thuế để chi trả khối nợ công khổng lồ, Abe cam kết sẽ nới lỏng một cách "không hạn chế" chính sách tiền tệ, đồng thời tăng chi tiêu công. 
Đối với điện hạt nhân, một trong những vấn đề quan trọng được người dân Nhật quan tâm, đảng Dân chủ Tự do sẽ ủng hộ việc phát triển nguồn năng lượng hạt nhân bất chấp  thảm họa nhà máy điện Fukushima I năm 2011.
Ông Abe cũng thể hiện mong muốn Nhật Bản đóng góp một vai trò quan trọng hơn trong vấn đề an ninh toàn cầu.
Phản ứng lại kết quả bầu cử, chỉ số Nikkei 225 tăng 1%, còn đồng yên Nhật giảm 84,48/1 USD, tỷ lệ thấp nhất trong 20 tháng.  Ngoài ra, lợi suất trái phiếu chính phủ Nhật Bản 20 năm (JCB) tăng lên 1,710% một ngày sau bầu cử. Điều này đánh dấu mức cao nhất trong gần 8 tháng.

### Quốc tế
- Tổng thống Hoa Kỳ đã nhanh chóng chúc mừng ông Abe, cho rằng "Quan hệ đồng minh Mỹ - Nhật là hòn đá tảng với hòa bình và thịnh vượng ở khu vực châu Á - Thái Bình Dương và tôi chờ đợi được hợp tác chặt chẽ với chính quyền tiếp theo và với người dân Nhật Bản",
- Tân Hoa Xã, cơ quan ngôn luận chính thức của Cộng hòa Nhân dân Trung Hoa có bài viết kêu gọi các nhà lãnh đạo Nhật Bản nên duy trì "chính sách ngoại giao ôn hòa" thay vì "cố thỏa mãn lập trường cứng rắn và gây hấn với các quốc gia láng giềng". Bài báo của Tân Hoa xã cũng cảnh báo "nền kinh tế yếu kém và những đường lối chính trị tức giận không những ảnh hưởng tới Nhật mà còn làm tổn hại đến khu vực và thế giới nói chung".